# Ryu So-yeon
Dans ce nom coréen, le nom de famille, Ryu, précède le nom personnel.
Ryu So-yeon (en coréen : 유소연), née le 29 juin 1990 à Séoul, est une golfeuse sud-coréenne.